# Egge-Nord (LIP)
Koordinaten: 51° 49′ 9″ N, 8° 56′ 48″ O

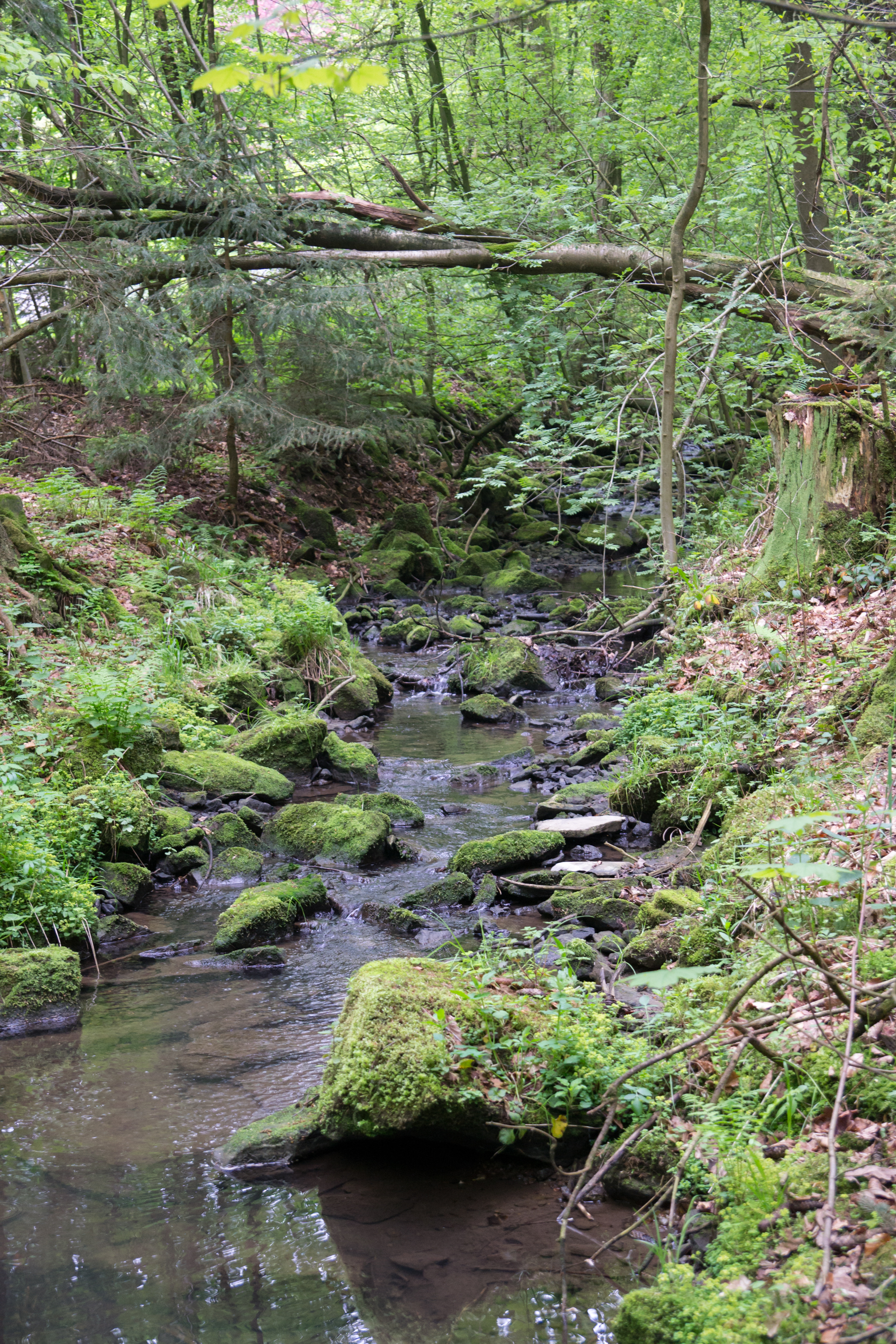
Naturschutzgebiet Egge-Nord (LIP) (Mai 2014)

Das Naturschutzgebiet Egge-Nord (LIP) liegt auf dem Gebiet der Stadt Horn-Bad Meinberg im Kreis Lippe in Nordrhein-Westfalen.
Das aus drei Teilflächen bestehende Gebiet erstreckt sich südlich der Kernstadt Horn-Bad Meinberg und nördlich der Kernstadt Altenbeken. Es liegt östlich, südöstlich, südlich und südwestlich von Veldrom, einem Ortsteil von Horn-Bad Meinberg. Am westlichen Rand der östlichen Teilfläche verläuft die Landesstraße L 828.

## Bedeutung
Das etwa 288,1 ha große Gebiet mit der Schlüssel-Nummer LIP-006K2 steht seit dem Jahr 1970 unter Naturschutz. Schutzziele sind
- die Entwicklung und Förderung naturnaher Laubmischwälder im Bereich des Egge-Hauptkammes (u. a. Umwandlung der Fichtenwälder mit Buchennaturverjüngung bzw. Buchenpflanzung im Unterstand in Buchenwald-Lebensraumtypen durch Entnahme der Fichten),
- Erhalt und Entwicklung der „Bergheide“ am Ortsrand von Veldrom durch extensive Schafbeweidung und gegebenenfalls Entkusselung bei stärkerer Verbuschung,
- Offenhaltung des „Preußisch Velmerstot“ u. a. Zurückdrängung beginnender Verbuschung, insbesondere im Bereich der Orchideenwuchsflächen und
- Entwicklung als „Bergheide“ nach Vorbild des Lippischen Velmerstot durch Schafbeweidung.[2]